# جاکارتای شمالی
جاکارتای شمالی (به لاتین: North Jakarta) یک منطقهٔ مسکونی در اندونزی است که در جاکارتا واقع شده‌است.
 جاکارتای شمالی ۱۳۹٫۹۹ کیلومتر مربع مساحت و ۱٬۸۲۷٬۷۳۱ نفر جمعیت دارد.